# Nemertesia falcicula
Nemertesia falcicula är en nässeldjursart som beskrevs av Ramil och Vervoort 1992. Nemertesia falcicula ingår i släktet Nemertesia och familjen Plumulariidae. Inga underarter finns listade i Catalogue of Life.